# Márkháza
Márkháza est un village et une commune du comitat de Nógrád en Hongrie.